# Liste der Baudenkmale im Landkreis Ludwigslust-Parchim

Karte des Landkreises Ludwigslust-Parchim

Wappen des Landkreises

Diese Liste enthält die Baudenkmale im Landkreis Ludwigslust-Parchim. Grundlage ist die Denkmalliste des Landkreises Ludwigslust-Parchim. Die Angaben in den einzelnen Listen ersetzen nicht die rechtsverbindliche Auskunft der zuständigen Denkmalschutzbehörde.

## Aufteilung
Wegen der großen Anzahl von Kulturdenkmalen im Landkreis Ludwigslust-Parchim ist diese Liste in Teillisten nach den Städten und Gemeinden aufgeteilt.
| Stadt/Gemeinde         | Karte | Denkmalliste      | Bild eines Denkmals |
| ---------------------- | ----- | ----------------- | ------------------- |
| Alt Krenzlin           |       | Baudenkmale       | Kriegsdenkmal       |
| Alt Zachun             |       | Baudenkmale       | Kriegsdenkmal       |
| Balow                  |       | Baudenkmale       | Kirche              |
| Bandenitz              |       | Baudenkmale       | Fachwerkscheune     |
| Banzkow                |       | Baudenkmale       | Windmühle           |
| Barkhagen              |       | Baudenkmale       | Spritzenhaus        |
| Barnin                 |       | Baudenkmale       | Kirche              |
| Belsch                 |       | Baudenkmale       |                     |
| Bengerstorf            |       | Baudenkmale       | Wohnhaus            |
| Besitz                 |       | Baudenkmale       | Gutshaus            |
| Blankenberg            |       | Baudenkmale       | Wasserturm          |
| Blievenstorf           |       | Baudenkmale       | Denkmal             |
| Bobzin                 |       | Baudenkmale       |                     |
| Boizenburg/Elbe        |       | Baudenkmale       | Brücken             |
| Borkow                 |       | Baudenkmale       | Gutshaus            |
| Brahlstorf             |       | Baudenkmale       |                     |
| Brenz                  |       | Baudenkmale       | Kirche              |
| Bresegard bei Eldena   |       | Baudenkmale       |                     |
| Bresegard bei Picher   |       | Baudenkmale       |                     |
| Brüel                  |       | Baudenkmale       | Rathaus             |
| Brunow                 |       | Baudenkmale       | Friedhof und Glocke |
| Bülow                  |       | Baudenkmale       | Kirche              |
| Cambs                  |       | Baudenkmale       | Kirche              |
| Crivitz                |       | Baudenkmale       | Kriegerdenkmal      |
| Dabel                  |       | Baudenkmale       | Windmühle           |
| Dambeck                |       | Baudenkmale       | Kirche              |
| Demen                  |       | Baudenkmale       | Kirche              |
| Dersenow               |       | Baudenkmale       | Wohnhaus            |
| Dobbertin              |       | Baudenkmale       | Klosterkirche       |
| Dobin am See           |       | Baudenkmale       | Friedhof            |
| Dömitz                 |       | Baudenkmale       | Festung             |
| Domsühl                |       | Baudenkmale       | Hofanlage           |
| Dümmer                 |       | Baudenkmale       | Wohnhaus            |
| Eldena                 |       | Baudenkmale       | Kirche              |
| Friedrichsruhe         |       | Baudenkmale       | Wohnhaus            |
| Gallin                 |       | Baudenkmale       | Kirche              |
| Gallin-Kuppentin       |       | Baudenkmale       | Gutshaus            |
| Gammelin               |       | Baudenkmale       | Rundscheune         |
| Ganzlin                |       | Baudenkmale       | Ganzlin             |
| Gehlsbach              |       | Baudenkmale       | Kriegerdenkmal      |
| Gneven                 |       | Baudenkmale       | Kirche              |
| Göhlen                 |       | Baudenkmale       | Wegweiserstein      |
| Goldberg               |       | Baudenkmale       | Wohnhaus            |
| Gorlosen               |       | Baudenkmale       | Kirche              |
| Grabow                 |       | Baudenkmale       | Rathaus             |
| Granzin                |       | Baudenkmale       | Kirche              |
| Grebs-Niendorf         |       | Baudenkmale       |                     |
| Gresse                 |       | Baudenkmale       | Gutshaus            |
| Greven                 |       | Baudenkmale       | Kirche              |
| Groß Godems            |       | Baudenkmale       | Kirche              |
| Groß Krams             |       | Baudenkmale       | Kriegerdenkmal      |
| Groß Laasch            |       | Baudenkmale       | Gedenkstein         |
| Hagenow                |       | Baudenkmale       | Rathaus             |
| Hohen Pritz            |       | Baudenkmale       | Kirche              |
| Holthusen              |       | Baudenkmale       | Gefallenendenkmal   |
| Hoort                  |       | Baudenkmale       |                     |
| Hülseburg              |       | Baudenkmale       | Kirche              |
| Karenz                 |       | Baudenkmale       |                     |
| Karrenzin              |       | Baudenkmale       | Kirche              |
| Karstädt               |       | Baudenkmale       | Bahnhof             |
| Kirch Jesar            |       | Baudenkmale       | Kirche              |
| Klein Rogahn           |       | Baudenkmale       | Gedenkstein         |
| Kloster Tempzin        |       | Baudenkmale       | Präzeptorei Tempzin |
| Kobrow                 |       | Baudenkmale       | Schlauchturm        |
| Kogel                  |       | Baudenkmale       | Scheune             |
| Kreien                 |       | Baudenkmale       | Kirche              |
| Kremmin                |       | Baudenkmale       | Gutshaus            |
| Kritzow                |       | Baudenkmale       | Kriegerdenkmal      |
| Kuhlen-Wendorf         |       | Baudenkmale       | Gutshaus            |
| Kuhstorf               |       | Baudenkmale       |                     |
| Langen Brütz           |       | Baudenkmale       | Friedhof            |
| Leezen                 |       | Baudenkmale       | Kirche              |
| Lewitzrand             |       | Baudenkmale       | Speicher            |
| Lübesse                |       | Baudenkmale       | Wohnhaus            |
| Lüblow                 |       | Baudenkmale       | Bahnhof             |
| Lübtheen               |       | Baudenkmale       | Parkanlage          |
| Lübz                   |       | Baudenkmale       | Schleuse            |
| Ludwigslust            |       | Baudenkmale       | Schloss             |
| Lüttow-Valluhn         |       | keine Baudenkmale |                     |
| Malk Göhren            |       | Baudenkmale       |                     |
| Malliß                 |       | Baudenkmale       | Stollen             |
| Mestlin                |       | Baudenkmale       | Pfarrhaus           |
| Milow                  |       | Baudenkmale       | Kirche              |
| Möllenbeck             |       | Baudenkmale       | Kirche              |
| Moraas                 |       | Baudenkmale       |                     |
| Muchow                 |       | Baudenkmale       | Wohnhaus            |
| Mustin                 |       | Baudenkmale       | Windmühle           |
| Neu Gülze              |       | Baudenkmale       | Grabkapelle         |
| Neu Kaliß              |       | Baudenkmale       | Mühle               |
| Neu Poserin            |       | Baudenkmale       | Jagdhaus            |
| Neustadt-Glewe         |       | Baudenkmale       | Burg                |
| Nostorf                |       | Baudenkmale       | Hallenhaus          |
| Obere Warnow           |       | Baudenkmale       | Windmühle           |
| Pampow                 |       | Baudenkmale       | Kirche              |
| Parchim                |       | Baudenkmale       | Rathaus             |
| Passow                 |       | Baudenkmale       | Kirche              |
| Pätow-Steegen          |       | Baudenkmale       |                     |
| Picher                 |       | Baudenkmale       | Bahnhof             |
| Pinnow                 |       | Baudenkmale       | Kirche              |
| Plate                  |       | Baudenkmale       | Kirche              |
| Plau am See            |       | Baudenkmale       | Hubbrücke           |
| Prislich               |       | Baudenkmale       | Familienbegräbnis   |
| Pritzier               |       | Baudenkmale       | Gutshaus            |
| Raben Steinfeld        |       | Baudenkmale       | Gedenkstätte        |
| Rastow                 |       | Baudenkmale       | Bahnarbeiterhaus    |
| Redefin                |       | Baudenkmale       | Landgestüt          |
| Rom                    |       | Baudenkmale       | Wachturm            |
| Ruhner Berge           |       | Baudenkmale       | Pfarrhaus Suckow    |
| Schossin               |       | Baudenkmale       |                     |
| Schwanheide            |       | Baudenkmale       |                     |
| Siggelkow              |       | Baudenkmale       | Kirche              |
| Spornitz               |       | Baudenkmale       | Kirche              |
| Sternberg              |       | Baudenkmale       | Wohnhaus            |
| Stolpe                 |       | Baudenkmale       | Kirche              |
| Stralendorf            |       | Baudenkmale       | Friedhof            |
| Strohkirchen           |       | Baudenkmale       |                     |
| Sukow                  |       | Baudenkmale       | Kirche              |
| Sülstorf               |       | Baudenkmale       | Bahnhof             |
| Techentin              |       | Baudenkmale       | Bauernhaus          |
| Teldau                 |       | Baudenkmale       | Kirche              |
| Tessin b. Boizenburg   |       | Baudenkmale       |                     |
| Toddin                 |       | Baudenkmale       | Scheune             |
| Tramm                  |       | Baudenkmale       | Kriegerdenkmal      |
| Uelitz                 |       | Baudenkmale       | Kirche              |
| Vellahn                |       | Baudenkmale       | Gutshaus            |
| Vielank                |       | Baudenkmale       | Kirchenruine        |
| Warlitz                |       | Baudenkmale       | Kirche              |
| Warlow                 |       | Baudenkmale       |                     |
| Warsow                 |       | Baudenkmale       | Kirche              |
| Weitendorf             |       | Baudenkmale       | Gutshaus            |
| Werder                 |       | Baudenkmale       | Gutshaus            |
| Wittenburg             |       | Baudenkmale       | Wehrturm            |
| Wittendörp             |       | Baudenkmale       | Pfarrhaus           |
| Wittenförden           |       | Baudenkmale       | Kirche              |
| Witzin                 |       | Baudenkmale       | Kirche              |
| Wöbbelin               |       | Baudenkmale       | Gedenkstätte        |
| Zapel                  |       | Baudenkmale       | Kriegerdenkmal      |
| Zarrentin am Schaalsee |       | Baudenkmale       | Kloster             |
| Ziegendorf             |       | Baudenkmale       | Glockenturm         |
| Zierzow                |       | Baudenkmale       | Kirche              |
| Zölkow                 |       | Baudenkmale       | Kirche              |
| Zülow                  |       | Baudenkmale       |                     |